# Masala (cinéma)
Masala  (मसाला; مصالہ) est un terme utilisé en Asie du Sud, principalement en Inde, au Bangladesh et au Pakistan, désignant à la base « un mélange d'épices ». Il est surtout utilisé pour désigner un « mélange » qui s'applique entre autres à un genre propre au cinéma indien, composé de multiples genres mélangés en un seul film (action, comédie, drame, mélodrame, policier, romance). Il s'oppose par définition au film de genre.

## Particularités
Ces films ont en outre une importante composante musicale avec une série de clips intervenant au milieu de la trame et parfois sans rapport avec elle, où l'on voit les principaux comédiens (ou d'autres, n'apparaissant qu'à ce moment-là), danser et chanter un air enjoué. Les scénarios de ces films sont à multiples rebondissements et leur longue durée de 3 heures en présent puis au passé. Leur intérêt réside en ce qu'ils attirent une large partie du public car chacun y trouvera ce qu'il aime et les changements de rythmes ou de perspectives relançant l'attention sans cesse, nul ne s'y ennuie...
Bien souvent, l'histoire comporte une morale, qui est porteuse de valeurs philosophiques : patriotisme dans Dil Se, du respect des anciens et le héros se bat contre la société et certains carcans comme le mariage ou l'obligation de suivre les consignes paternelles. Les scénarios invitent même aux rapprochements des peuples en Inde et des religions. 
En général le héros est quelqu'un d'intègre ou devient intègre après un parcours initiatique. Cependant, l'acteur Shahrukh Khan a bouleversé ce schéma avec des rôles de psychopathe amoureux dans Darr ou de vengeur dans Baazigar. 
Récemment, le cinéma bollywoodien est plus varié, plus original et plus riche en termes de scénarios et de scripts. Depuis 2009, des scénarios inhabituels et décalés apparaissent comme Dev. D, Kaminey, Firaaq, Gulaal, 3 Idiots, Paa, Wake Up Sid, Rocket Singh: Salesman of the Year. Malgré cette mutation, l'audience en quête de scénario nouveau et moderne apprécie particulièrement ce changement et ces films font partie des plus gros succès de 2009[réf. nécessaire].
Le public indien est exigeant non pas sur la qualité technique du film ou la crédibilité de l'histoire, mais plutôt sur le caractère divertissant. Le public aime aussi ses stars et il n'est pas gêné de voir le même Shahrukh Khan jouer dans cinq à dix films de suite en un an[réf. nécessaire].
Il semble que sous l'influence de la diaspora indienne, Bollywood soit de plus en plus amené à se rapprocher des productions d'Hollywood
Les codes traditionnels (pudeur, pas de baiser à l'écran..) disparaissent, l'audience indienne (hindi principalement) évolue et est maintenant capable d'accepter des scènes de baisers et même des tenues occidentales pour les actrices (bikinis, mini shorts...).

### Sources et bibliographie
- (en) Tejaswini Ganti, Bollywood : a guidebook to popular Hindi cinema, London, Routledge, coll. « film guidebooks », 2013, 2e éd., 268 p. (ISBN 978-0-415-58384-8 et 978-0-415-58388-6, OCLC 863117047, lire en ligne)